# هالیدی سیتی ساوت (نیوجرسی)
هالیدی سیتی ساوت (به انگلیسی: Holiday City South) یک منطقهٔ مسکونی در ایالات متحده آمریکا است که در برکلی، نیوجرسی واقع شده‌است. هالیدی سیتی ساوت ۵٫۱۳۶ کیلومتر مربع مساحت و ۳٬۶۸۹ نفر جمعیت دارد و ۱۰ متر بالاتر از سطح دریا واقع شده‌است.